# Liste des langues officielles selon les institutions
Il s'agit d'une liste des langues officielles des principales institutions internationales et régionales. Les différentes organisations qualifient parfois leurs principales langues d'administration et de communication de «langues de travail», tandis que d'autres les qualifient d'«officielles». Aucune distinction n'est faite ici, sauf lorsqu'une organisation fait elle-même la distinction entre ses langues officielles et ses langues de travail.
L'anglais et le français sont souvent considérés comme les langues officielles symboliques, bien que la première ait gagné en importance ces dernières années.

## Institutions internationales
Selon une étude récente sur le multilinguisme dans 13 grandes organisations internationales (Commonwealth, CPI, OIT, FMI, CIO, UIP, UIT, OCDE, ONU, UPU, BM, OMS et OMC), l'anglais est une langue officielle dans presque toutes (12). Viennent ensuite le français (10), l'espagnol (6), l'arabe, le chinois et le russe (3 chacun). L'interprétation est assurée en japonais et en allemand par deux organisations.
Les six langues officielles de l'ONU reflètent les langues des membres permanents du Conseil de sécurité (chinois, anglais, français et russe), en plus de l'arabe et de l'espagnol. Une autre étude a révélé que le pourcentage de chaque langue utilisée lors de chaque réunion de l'ONU en 2010 était réparti comme suit : anglais : 98%, français : 87%, espagnol : 34%, russe : 10%, arabe : 7% et chinois : 3%.
Ci-dessous figure une liste des principales organisations internationales et intergouvernementales.
| Institutions                                                            | Langues |
| ----------------------------------------------------------------------- | --- |
| Accord de partenariat transpacifique (TPP)                              | Anglais, français et espagnol. |
| Agence internationale de l'énergie (AIE/IEA)                            | Anglais et français. |
| Banque des règlements internationaux (BRI/BIS)                          | Anglais, français, allemand et espagnol. |
| Banque mondiale (BM)                                                    | Anglais (avec interprétation simultanée en arabe, chinois, français, russe et espagnol).                                                            |
| Comité international olympique (CIO/IOC)                                | Français et anglais (avec interprétation simultanée pour l'arabe, l'allemand, le russe et l'espagnol).                                              |
| Comité international paralympique (CIP/IPC)                             | Anglais. |
| Commonwealth                                                            | Anglais. |
| Cour pénale internationale (CPI/ICC)                                    | Arabe, chinois, anglais, français, russe et espagnol(L'anglais et le français sont des langues de travail).                                         |
| Fédération internationale des journalistes (FIJ/IFJ)                    | Anglais, français et espagnol. |
| Fonds monétaire international (FMI/IMF)                                 | Anglais (avec interprétation simultanée en arabe, chinois, français, japonais, russe et espagnol).                                                  |
| Organisation de coopération et de développement économiques (OCDE/OECD) | Anglais et français. |
| Organisation de la coopération islamique (OCI/OIC)                      | Arabe, anglais et français. |
| Organisation des États ibéro-américains (OEI)                           | Espagnol et portugais. |
| Organisation internationale de normalisation (ISO)                      | Anglais, français et russe. |
| Organisation internationale de police criminelle (Interpol)             | Arabe, anglais, français et espagnol. |
| Organisation internationale du travail (OIT/ILO)                        | Anglais, français et espagnol. |
| Organisation mondiale du commerce (OMC/WTO)                             | Anglais, français et espagnol. |
| Organisation mondiale des douanes (OMD/WCO)                             | Anglais, français et espagnol (avec traduction offerte en arabe et en russe).                                                                       |
| Organisation mondiale de la santé (OMS/WHO)                             | Arabe, chinois, anglais, français, russe et espagnol.                                                                                               |
| Organisation des Nations unies (ONU/UN)                                 | Selon la Charte, les langues officielles sont le chinois, l'anglais, le français, le russe, l'espagnol ainsi que l'arabe, qui a été ajouté en 1973. |
| Saint-Siège                                                             | Latin (officiel), français et italien (travail). |
| Secrétariat du Traité sur l'Antarctique (en) (ATS)                      | Anglais, français, espagnol et russe. |
| Union internationale des télécommunications (UIT/ITU)                   | Anglais, français et espagnol. |
| Union internationale pour la conservation de la nature (UICN/IUCN)      | Anglais, français et espagnol. |
| Union interparlementaire (UIP/IPU)                                      | Français et anglais (avec interprétation simultanée en arabe et en espagnol).                                                                       |
| Union postale universelle (UPU)                                         | Français (officiel) et anglais (travail). Autres langues traduites : arabe, chinois, allemand, portugais, russe et espagnol.                        |

## Institutions régionales
Ci-après figure une liste des principales organisations régionales.
| Institutions                                                      | Langues |
| ----------------------------------------------------------------- | --- |
| Accord de libre-échange nord-américain (ALÉNA)                    | Anglais, espagnol et français.                                                                                              |
| Agence spatiale européenne (ASE)                                  | Anglais, français et allemand                                                                                               |
| Association des États riverains de l'océan Indien (IORA)          | Anglais. |
| Association des nations de l'Asie du Sud-Est (ANASE)              | Anglais (langue de travail), birman, philippin, indonésien, khmer, lao, malais, mandarin, tamoul, thaï and vietnamien.      |
| Association sud-asiatique pour la coopération régionale (ASACR)   | Anglais. |
| Banque africaine de développement (BAD/AfDB)                      | Anglais, français. |
| Banque asiatique de développement (BAD/ADB)                       | Anglais. |
| Banque asiatique d'investissement pour les infrastructures (BAII) | Anglais. |
| Banque de développement des Caraïbes (BDC)                        | Anglais. |
| Banque eurasiatique de développement (BED)                        | Russe. |
| Banque islamique de développement (BID)                           | Arabe, avec le français et l'anglais en guise de langues de travail.                                                        |
| Banque nordique d'investissement (BNI)                            | Anglais. |
| Benelux                                                           | Néerlandais et français. |
| Communauté d'Afrique de l'Est (CAE)                               | Anglais, français et swahili.                                                                                               |
| Communauté caribéenne (CARICOM)                                   | Anglais, français, néerlandais et espagnol.                                                                                 |
| Communauté de développement d'Afrique australe (CDAA)             | Anglais, français et portugais (langues de travail).                                                                        |
| Communauté économique des États de l'Afrique centrale(CEEAC)      | Français, portugais et espagnol.                                                                                            |
| Communauté économique des États de l'Afrique de l'Ouest (CEDEAO)  | Anglais, français et portugais.                                                                                             |
| Communauté des États indépendants (CEI)                           | Russe. |
| Communauté du Pacifique (CPS)                                     | Anglais et français. |
| Communauté des pays de langue portugaise (CPLP)                   | Portugais. |
| Conseil de coopération du Golfe (CCG)                             | Arabe. |
| Conseil de l'Europe                                               | Anglais et français. |
| Conseil nordique (CN)                                             | Danois, finnois, norvégien et suédois (langues de travail).                                                                 |
| Conseil de l'unité économique arabe (CUEA/CAEU)                   | Arabe. |
| Coopération économique pour l'Asie-Pacifique (APEC)               | Anglais. |
| Forum des îles du Pacifique (FIP)                                 | Anglais. |
| Groupe des sept (G7)                                              | Anglais, français, allemand, italien, et japonais.                                                                          |
| Ligue arabe                                                       | Arabe. |
| Marché commun de l'Afrique orientale et australe (COMESA)         | Anglais, français et portugais.                                                                                             |
| Marché commun du Sud (MERCOSUR)                                   | Portugais et espagnol. |
| Nouvelle banque de développement (NBD)                            | Anglais. |
| Organisation de coopération de Shanghai (OCS)                     | Mandarin et russe. |
| Organisation des États américains (OEA)                           | Espagnol, anglais, portugais et français.                                                                                   |
| Organisation internationale de la francophonie                    | Français. |
| Organisation des pays exportateurs de pétrole (OPEP)              | Anglais. |
| Organisation pour la sécurité et la coopération en Europe (OSCE)  | Anglais, français, allemand, italien, russe et espagnol.                                                                    |
| Organisation du traité de l'Atlantique nord (OTAN)                | Anglais et français. |
| Système d'intégration centraméricain (SICA)                       | Espagnol. |
| Union africaine (UA)                                              | Arabe, français, anglais, portugais, espagnol et swahili.                                                                   |
| Union économique eurasiatique (UEEA)                              | Russe. |
| Union européenne (UE)                                             | Anglais, français et allemand (langues de travail) de certains organes internes de l'UE, tels que la Commission européenne. |
| Union des nations sud-américaines (UNASUR)                        | Néerlandais, anglais, portugais et espagnol.                                                                                |

## Institutions dissoutes
La liste qui va suivre concerne les organisations internationales dissoutes.
| Établissements                                  | Langues                                                                               |
| ----------------------------------------------- | ------------------------------------------------------------------------------------- |
| Conseil d'assistance économique mutuelle (CAEM) | Russe.                                                                                |
| Pacte de Varsovie                               | Tchèque, allemand, polonais, russe, slovaque, hongrois, roumain, bulgare et albanais. |
| Société des Nations (SDN)                       | Anglais et français.                                                                  |

## Classement par langue
| Rang | Langue      | Nombre d'institutions internationales |
| ---- | ----------- | ------------------------------------- |
| 1    | Anglais     | 68                                    |
| 2    | Français    | 59                                    |
| 3    | Espagnol    | 38                                    |
| 4    | Portugais   | 24                                    |
| 5    | Arabe       | 19                                    |
| 6    | Russe       | 16                                    |
| 7    | Allemand    | 12                                    |
| 8    | Chinois     | 7                                     |
| 9    | Néerlandais | 5                                     |
| 10   | Italien     | 3                                     |
| 10   | Japonais    | 3                                     |
| 12   | Coréen      | 2                                     |
| 12   | Swahili     | 2                                     |